# ライアン・チャーチ (コンセプトアーティスト)
ライアン・チャーチ（英: Ryan Church, 1971年7月18日 - ）は、アメリカ合衆国のコンセプトアーティスト。カリフォルニア州ロングビーチ出身。

## 人物
父親は工業デザイナー。カリフォルニア州立カリフォルニア大学ロサンゼルス校卒業。カリフォルニア州パサデナのアートセンター・カレッジ・オブ・デザインのTransportation Design with emphasis on Entertainment Design科を優秀生徒（honor）として卒業。
ジョージ・ルーカス監督の『スター・ウォーズ エピソード2/クローンの攻撃』、『スター・ウォーズ エピソード3/シスの復讐』の自動車、惑星、建造物のコンセプトアート、およびスティーヴン・スピルバーグ監督の『宇宙戦争』に登場するトライポッドのデザインなどが代表作品。ジェームス・キャメロン監督の『アバター』にも参加し、J・J・エイブラムスの『スタートレック』でもUSSエンタープライズのデザインアップデートを担当。

## 作品制作環境
ハードウェア
- Windows 7 Professional, 3 GHz+, 4096 mb RAM
- Wacom Intuos4 XL タブレット

ソフトウェア
- Maya 2011
- Painter 10
- Photoshop CS5

## 仕事

### 映画
- スター・ウォーズ エピソード2/クローンの攻撃 (2002)（コンセプトデザイン監督）
- スター・ウォーズ エピソード3/シスの復讐 (2005)（コンセプトデザイン監督)
- 宇宙戦争 (2005)（クリーチャーデザイナー）
- トランスフォーマー (2007)（コンセプトアーティスト）
- Outlander（原題） (2008)（コンセプトアーティスト）
- スター・トレック (2009)（コンセプトデザイナー）
- トランスフォーマー/リベンジ (2009)（コンセプトデザイナー）
- アバター (2009)（コンセプトアーティスト）
- リアル・スティール (2011)（コンセプトデザイナー）
- SUPER8/スーパーエイト (2011)（コンセプトデザイナー）
- トランスフォーマー/ダークサイド・ムーン (2011)（コンセプトイラストレーター）
- ジョン・カーター (2012)（コンセプトデザイナー）
- ゼロ・ダーク・サーティ (2012)（コンセプトデザイナー）
- スター・トレック イントゥ・ダークネス (2013)（コンセプトデザイナー）

### ゲーム
- The Lord of the Rings: The Battle for Middle-earth II （原題）(2006) （背景画家）
- コマンド＆コンカ―　3　タイベリウム・ウォーズ（2007）
- コマンド＆コンカ―：レッドアラート3（2008）コンセプトデザイナー
- Dead Space（2008）コンセプトデザイナー